# Келіменешть (Молдова)
Келіменешть (рум. Călimănești) — село у Ніспоренському районі Молдови. Утворює окрему комуну.

## Населення
За даними перепису населення 2004 року у селі проживала 1021 особа.
Національний склад населення села:
| Національність   | Кількість осіб | Відсоток   |
| ---------------- | -------------- | ---------- |
| молдавани румуни | 928 83         | 90,9% 8,1% |
| росіяни          | 7              | 0,7%       |
| українці         | 2              | 0,2%       |
| гагаузи          | 1              | 0,1%       |
| Всього           | 1021           | 100%       |